# Древние народы Передней Азии
В древности Переднюю Азию населяли множество народов, от большинства которых сохранились только названия. Известны следующие народы:

## Семитоязычныенароды
- Аккадцы
- Эблаиты
- Аммонитяне
- Амореи
- Арамеи (ахламеи)
- Ассирийцы
- Измаильтяне
- Халдеи
- Ханаанеи
- Моавитяне
- Идумеи
- Евреи
- Самаритяне
- Амаликитяне
- Сабеи
- Финикийцы

## Народы, говорившие наиндоевропейских языках
- Анатолийские народы (хетто-лувийские)
  - Хетты
  - Карийцы
  - Лидийцы
  - Лувийцы
  - Ликийцы
  - Мисийцы
  - Палайцы
- Иранские народы
  - Персы
  - Мидийцы
  - Парфяне
- Индоарийские народы
  - Митаннийцы
- Фрако-дакийские народы
  - Фракийцы
- Греко-фригийская ветвь
  - Греки
  - Фригийцы
  - Каппадокийцы (предположительно)
- Прочие
  - Вифины
- Возможно индоевропейские народы
  - Тевкры (троянцы)

## Народы, говорившие нахуррито-урартских языках
- Урарты, видимо то же, что Наири
- Хурриты

## Народы, говорившие наизолированных языках
- Эламиты
- Шумеры
- Касситы
- Хатти

## Народы, языковая принадлежность которых неизвестна
- Малая Азия:
  - исавры (Ἰσαυρες) — Исаврия
  - кавконы (др.-греч. Καύκωνες) — Вифиния
  - каски (кашки) — Понт, до XXII в. до н. э.
  - макроны (Μάκρωνες) — Эгриси (Лазика)
  - марды (Μάρδοι) — восточный Понт
  - матиены — на границе Каппадокии и Армении
  - моссинойки (Μοσσύνοικοι) — восточный Понт
  - мушки, возможно то же, что и мосхи (др.-греч. Μόσχοι)
    - восточные мушки — XII—IX вв., на границе Каппадокии и Армении
    - западные мушки — VIII—VII вв., Киликия

  - тибарены — прибрежный Понт
  - халды (Χάλδοι) — рядом с халибами
  - халибы (Χάλυβες, Χάλυβοι) — Понт, по реке Келькит
- Армянское нагорье:
  - алародии — к востоку от озера Ван
  - Диаухи/даиаэн (Diauehi, Diauhi, Diaokhi) — возможно предки таохов
  - саспиры
  - фазии (Phasians)
- Иранское нагорье:
  - Гутии (кутии)
  - Луллубеи — верховья реки Дияла
  - маннеи (Манна, Mannai, Minni) — к югу от озера Урмия, X—VII века до н. э.
  - матиены — к югу и востоку от озера Урмия
  - эллипи — к северу от Элама
- Левант:
  - Аввеи
  - Иевусеи
  - Кафториты
  - Мадианитяне
  - Филистимляне
  - Хабиру
  - Хорреи
  - Шасу

## В других (пограничных) регионах[1]

### Народы, говорившие накавказских языках
- албаны
- иберы

### Народы, языковая принадлежность которых неизвестна
- Восточное Закавказье:
  - кадусии (гелы, Cadusii, Gelae)
  - каспии (Caspioi) — нижнее течение Аракса
  - амарды (Amardi)
  - анариаки (Anariacae)
  - маскуты — возможно группа массагетов
  - витии (Vitii)
  - паусики (Pausicae)
  - пантиматы (Pantimathi)
  - дариты (Daritae)
  - сакесины (Sakesinoi) — в Сакасене; возможно группа саков
- Западное Закавказье:
  - колхи — Колхида, рядом с тибаренами и халибами
  - абхазы — рядом с колхами